# Stefan Moll

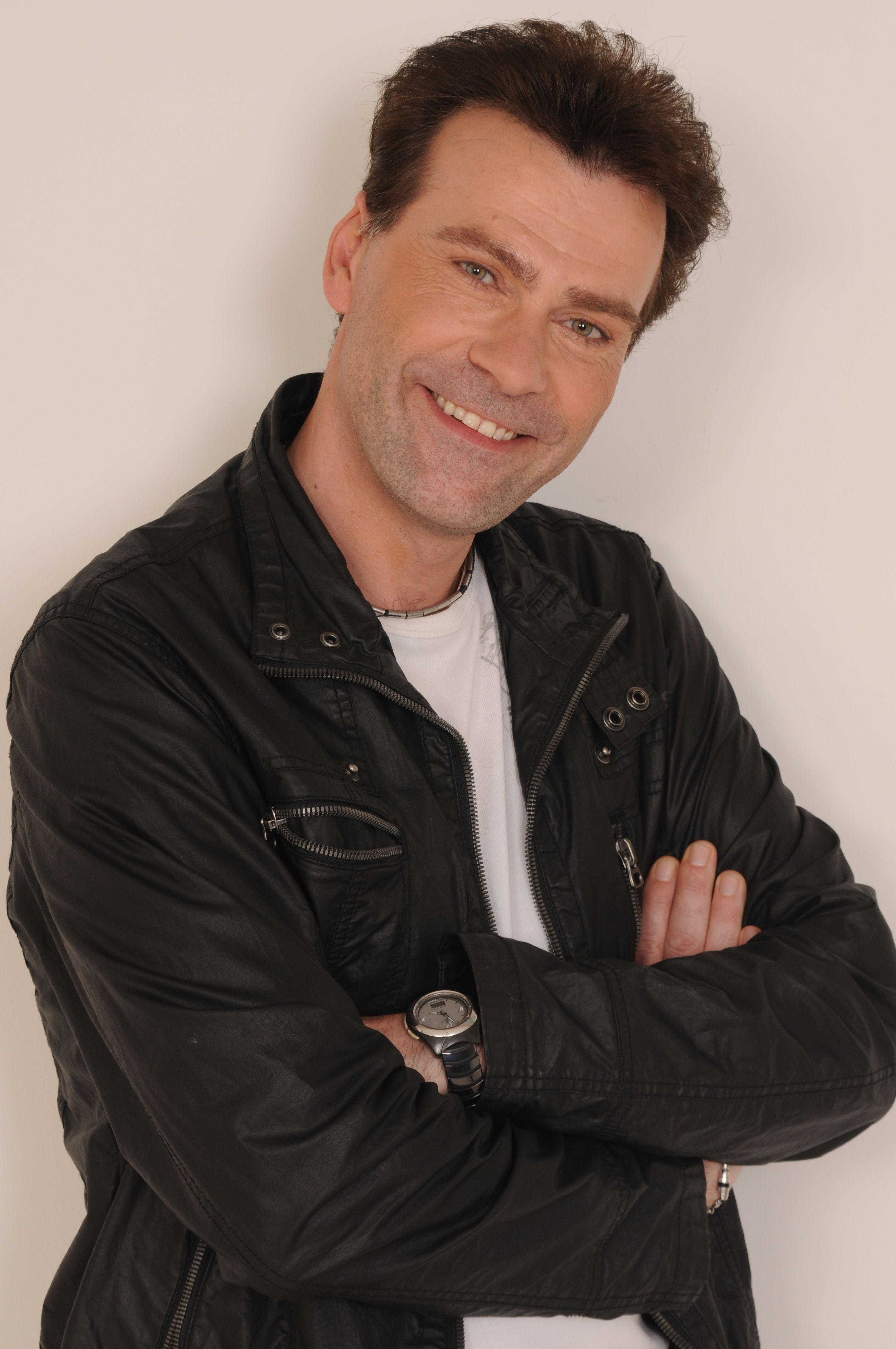
Stefan Moll (2011)

Stefan Moll (* 7. Januar 1970 in München, bürgerlich Maurice Lasarte) ist ein deutscher Schlagersänger, Komponist und Musikproduzent.

## Leben und Karriere
Als jüngster Sohn einer Kleinfamilie wuchs Stefan Moll in München auf. Bereits im Kindesalter fand er Gefallen am Musizieren, woraufhin er von 1986 bis 1989 eine Tasteninstrument-Ausbildung absolvierte. Nach dem Schulabschluss begann Stefan Moll eine Ausbildung zum Bäcker und Konditor, die er 1988 erfolgreich beendete.
Anfang 1989 gründete Moll seine erste Band, die „Midnight Shadows“ und tourte mit ihr über 250 Mal im Jahr durch Deutschland. Schließlich wurde er im März 1993 von Marianne und Michael entdeckt. Im selben Jahr sollte er im Vorentscheid zum „Grand Prix der Volksmusik“ mit dem Titel „An a Wunder hab i glaubt“ antreten, der jedoch von den jungen Klostertalern zum Sieg geführt wurde. Dennoch wurde die Single sein erster großer Erfolg. Im Anschluss wurde das erste Album „Komm doch mit mir ins Land der Träume“ veröffentlicht. Durch mehrere Fernsehsendungen wurde Moll einem größeren Publikum bekannt und ging 1994 das erste Mal mit dem Musikantenstadl und Karl Moik auf große Deutschlandtournee. Seine zweite Stadl-Tournee fand im Jahr 1995 statt. Im selben Jahr erhielt Stefan Moll die Hermann-Löns-Medaille als erfolgreichster Nachwuchskünstler. Molls dritte Musikantenstadl-Tournee im Jahr 1997 führte ihn bis nach Kanada. Er leitete dabei sein Orchester „Ikarus“.
2008 gründete Stefan Moll sein eigenes Musiklabel „Dynasty Records“ und übernahm 2010 zum ersten Mal das Management für weitere Künstler, unter anderem für Andre Steyer (2012). 2009 komponierte Stefan Moll gemeinsam mit Helmut Frey den Hit "Jedes Herz braucht eine Heimat" für Patrick Lindner.
Im Januar 2013 erschien über das Musiklabel „Telamo“ die CD-Box „Romantik pur – Die schönsten Lieder aus 20 Jahren“, die über Shop24direct beworben wurde. Im Laufe dieser Zusammenarbeit wurden Titel wie „Liebe, was sonst“ (2012), „Wunderbar, dass es dich gibt“ (2013) und „Daniela“ (2013) ausgekoppelt und mit großem Erfolg veröffentlicht. Moll gewann durch sie mehrere Hitparaden (u. a. Die deutsche Schlagerparade (Bayerischer Rundfunk)) und konnte sich weit oben in den Airplaycharts platzieren.
Anfang 2014 erschien Stefan Molls neue Single „Aller guten Dinge sind 2“.
Ab 2016  arbeitet der Komponist Maurice Lasarte alias Stefan Moll mit Irma Holder zusammen. Das Autorenteam schrieb bereits für Andre Steyer, Stefan Moll, Tom Mandl und die Kastelruther Spatzen.

## Diskografie
Studioalben
- 1993 Komm doch mit mir ins Land der Träume (Pilz Music)
- 1995 Einfach super (Sony)
- 1995 Das beste von Stefan Moll (Polydor)
- 1995 Sag es deinem Herzen (Ariola Express)
- 1996 Mein schönstes Rendezvous (Sony)
- 1996 Meine schönsten Lieder (Sunflower)
- 1997 Liebe, was sonst (EMI ELECTROLA)
- 1998 So ein kleines bißerl Glück (Sunflower)
- 2003 Das Beste. Stefan Moll (Sunflower)
- 2007 Weil`s halt immer weiter geht (Rubin Records)
- 2011 Zeit für uns allein (Dynasty Records)
- 2013 Romantik pur! Die schönsten Lieder aus 20 Jahre (Telamo)

Singles
- 1993 An a Wunder hab i glaubt
- 1993 Dann möchte i da sein
- 1994 So ein kleines bisserl Glück auf Erden
- 1994 Ich hätt dich so gern wachgeküsst
- 1994 Ich hab Sehnsucht nach Dir
- 1994 Solang die Musi noch zu Herzen geht
- 1995 Sag es deinem Herz
- 1996 Schade um das Salz der Tränen
- 1996 Bella Contadina
- 1997 Du bist alles für mich
- 1997 Blauer Horizont
- 1997 Damals
- 1998 Einsam in der Samstagnacht
- 1998 Hey, du gehörst zu mir
- 2004 Du bist mein Superstar
- 2005 Gibt es ein Morgen für uns zwei
- 2008 München, du bist mei Leben
- 2009 Wann werd ich dich wieder sehen
- 2010 Schade um das Salz der Tränen (Remix)
- 2010 Ich habe Lebewohl gesagt (Remex)
- 2011 Der goldene Ring (Remix)
- 2012 Liebe, was sonst
- 2013 Wunderbar, dass es dich gibt
- 2013 Daniela
- 2014 Aller guten Dinge sind 2

## Auszeichnungen
- 1995 Hermann-Löns-Medaille

## Einzelnachweis
1. ↑  bei Dscogs

| Personendaten    | Personendaten            |
| ---------------- | ------------------------ |
| NAME             | Moll, Stefan             |
| ALTERNATIVNAMEN  | Maurice Lasarte          |
| KURZBESCHREIBUNG | deutscher Schlagersänger |
| GEBURTSDATUM     | 7. Januar 1970           |
| GEBURTSORT       | München                  |